# パクスプエラ
パクスプエラ (pax puella) は、仙台を中心に活動していたガールズユニット。
所属レーベルはavex trax。プロデューサーは坂本サトル。ユニット名も坂本の命名（pax=平和、puella=女の子）による。

## 略歴
Dorothy Little HappyやParty Rockets（現Party Rockets GT）を輩出したステップワンにより、「mImi」（ミミ）として結成。
2011年6月にはメジャーデビュー時点のメンバーである大村華奈・阿部菜々実・荒井百合香、2013年8月には岡本唯愛・中村妃那が加入。
2014年6月、mImiは選抜メンバー5名と「プチmImi」にわけて活動することになった。この際に佐竹未羽が加入、当初はプチmImiとして活動。
2014年7月から8月にかけてAKIBAカルチャーズ劇場で行われた「デビュー直前アイドル5組新人公演〜真夏のシンデレラたち〜」で月曜日を担当。
2014年9月24日、「lucky star」でavex entertainmentからメジャーデビュー。
2015年2月、リーダーの大村が活動休止。同年6月、リーダーが荒井に交代、佐竹がプチmImiから昇格。
2015年8月、ステップワンからmImiマネジメントスタッフの個人事務所に移籍。
2016年3月12日、mImiの活動終了を宣言するとともに、移籍した事務所の代表の体調不良により独立することも発表された。
2016年3月19日、「パクスプエラ」に改名、5月25日にavex traxから改名後初のシングルをリリースすることが発表された。
2018年11月1日、荒井百合香、岡本唯愛の卒業を発表。
2020年2月21日、新しい形での挑戦を目指し、3月21日をもってグループとしての充電期間に入ることが発表された。
2020年10月31日、佐竹未羽の卒業を発表。
2022年7月31日、グループの活動を終了。

## メンバー
※mImiについては、2014年6月の選抜メンバー制になってからのメンバーのみ記載。
| メンバー名 | メンバー名              | ニックネーム | 生年月日              | 血液型 | 出身地 | メンバーカラー | 備考                                                        |
| ---------- | ----------------------- | ------------ | --------------------- | ------ | ------ | -------------- | ----------------------------------------------------------- |
| NANAMI     | 阿部 菜々実 あべ ななみ | なな         | 2002年5月17日（23歳） | O型    | 山形県 | 水色           | 2011年6月加入 ラストアイドル 兼任 （2017年10月～2022年5月） |
| HINA       | 中村 妃那 なかむら ひな | ひなぴょん♪  | 2003年6月27日（22歳） | O型    | 宮城県 | 紫             | 2013年8月加入                                               |

### 元メンバー
| メンバー名                | 生年月日              | 血液型 | 出身地 | 備考                                                                                 |
| ------------------------- | --------------------- | ------ | ------ | ------------------------------------------------------------------------------------ |
| 大村 華奈 おおむら かな   | 2001年4月3日（24歳）  | AB型   | 宮城県 | 初代リーダー。2011年6月加入、2015年2月活動休止                                       |
| 荒井 百合香 あらい ゆりか | 2002年12月4日（22歳） | AB型   | 宮城県 | 2代目リーダー。2011年6月加入、2018年11月卒業 姉は荒井紗也香（元つくドル!予科生）     |
| 岡本 唯愛 おかもと ゆいな | 2003年1月27日（22歳） | O型    | 宮城県 | 2013年8月加入、2018年11月卒業                                                        |
| 佐竹 未羽 さたけ みう     | 2006年3月1日（19歳）  | A型    | 広島県 | 2014年6月加入、2015年6月「プチmImi」から昇格 元アクターズスクール広島 2020年10月卒業 |

## 作品

### シングル
| # | 発売日         | タイトル        | レーベル                 | 品番                                                                            | 収録曲 |
| - | -------------- | --------------- | ------------------------ | ------------------------------------------------------------------------------- | --- |
| 1 | 2014年9月24日  | lucky star      | mImi (avex trax)         | AVCD-83086B[CD+DVD] AVCD-83087[CD]                                              | 1. lucky star 2. Girl's Revolution 3. lucky star(Instrumental) 4. Girl's Revolution(Instrumental)                                                                                               |
| 1 | 2016年5月25日  | 1!2!3!          | パクスプエラ (avex trax) | AVCD-83455B[CD+DVD] AVCD-83456[CD]                                              | 1. 1!2!3! 2. STAR 3. 1!2!3!(Instrumental) 4. STAR(Instrumental) |
| 2 | 2016年8月17日  | リングを駆けろ! | パクスプエラ (avex trax) | 【Type-A】AVCD-83606B[CD+DVD] 【Type-B】AVCD-83607[CD] 【Type-C】AVCD-83608[CD] | 1. リングを駆けろ! 2. 青・蒼・碧【Type-A・B】、Speed of love【Type-C】 3. リングを駆けろ!(Instrumental) 4. 青・蒼・碧(Instrumental)【Type-A・B】、Speed of love(Instrumental)【Type-C】         |
| 3 | 2016年12月21日 | 冬のヒミツ      | パクスプエラ (avex trax) | 【Type-A】AVCD-83739B[CD+DVD] 【Type-B】AVCD-83740[CD] 【Type-C】AVCD-83741[CD] | 1. 冬のヒミツ 2. DDDD【Type-A・B】、PAX〜It's so wonderful day〜【Type-C】 3. 冬のヒミツ(Instrumental) 4. DDDD(INstrumental)【Type-A・B】、PAX〜It's so wonderful day〜(INstrumental)【Type-C】 |
| 1 | 2018年3月18日  | 小さなこの手で  | パクスプエラ (Coolmine)  | PPCS-001[CD]                                                                    | 1. 小さなこの手で 2. アメノバカ 3. 小さなこの手で(Instrumental) 4. アメノバカ(Instrumental) |

### 配信限定シングル
| # | 配信開始日    | タイトル    | 規格                   |
| - | ------------- | ----------- | ---------------------- |
| 1 | 2021年2月14日 | SPARK       | デジタル・ダウンロード |
| 2 | 2021年2月14日 | Wonder Girl | デジタル・ダウンロード |
| 3 | 2021年2月14日 | 鳴らせ希望  | デジタル・ダウンロード |

## ライブ
- パクス “1周年“ プエラ（2017年3月18日、YAMAHA銀座スタジオ / 3月19日、仙台Rensa）
- パクス “2周年“ プエラ（2018年3月18日、仙台 space zero / 3月24日、YAMAHA銀座スタジオ）
- パクス “3周年“ プエラ（2019年3月16日、仙台Rensa）
- パクス “4周年“ プエラ（2020年3月21日、YAMAHA銀座スタジオ） - コロナ禍により無期延期
- パクス “5周年“ プエラ（2021年3月27日、仙台Rensa）
- パクス “6周年“ プエラ（2022年3月26日、仙台CLUB JUNK BOX / 3月27日、仙台Rensa）

## イベント
- TOKYO IDOL FESTIVAL
  - （2017年8月6日） - SMILE GARDEN、SKY STAGEに出演[14]
  - （2019年8月3日） - SKY STAGE、FUJI YOKO STAGEに出演[15]
- @JAM EXPO
  - （2016年9月25日） - オレンジステージに出演[16]
  - （2018年8月25日） - オレンジステージ、ピーチステージに出演[17]
  - （2019年8月25日） - オレンジステージ、ピーチステージに出演[18]
- アイドル横丁夏まつり!!
  - （2018年7月7日） - 横丁2番地に出演[19]
- TBC夏まつり
  - （2016年7月30日） - NORTHステージに出演[20]
  - （2018年7月22日） - スベル兄弟Presents「TBCアイドルFESTA2018」出演[21]
  - （2019年7月27日） - 七ヶ浜絆ステージに出演[22]